# Вальтер Фріз
Вальтер Фріз (нім. Walter Fries; нар. 22 квітня 1894, Брайтшайд, Гессен — пом. 6 серпня 1982, Вайльбург, Гессен) — німецький воєначальник часів Третього Рейху, генерал танкових військ (1944) Вермахту. Один зі 160 кавалерів Лицарського хреста з Дубовим листям та мечами (1944).

## Біографія
1 жовтня 1912 року поступив добровольцем в 80-й фузілерний полк. 30 вересня 1913 року переведений в резерв. З початком Першої світової війни призваний в армію і направлений в 88-й піхотний полк. З 3 серпня 1915 року — командир роти 88-го піхотного, потім 253-го резервного піхотного і, нарешті, 83-го ландверного полку. Був важко поранений у боях.
3 грудня 1918 року демобілізований і 19 січня 1919 року поступив на службу в поліції Касселя. З 6 березня 1926 року служив у поліції порядку в Кельні, з 1 серпня 1933 року — ад'ютант управління поліції Франкфурта-на-Майні. З 1 квітня 1934 року — начальник відділу розвідки штабу поліцейської інспекції «Захід». 16 березня 1936 року поступив у вермахт і був зарахований в штаб 34-ї піхотної дивізії. З 1 квітня 1936 року — 2-й ад'ютант штабу дивізії, з 6 жовтня — командир 2-го батальйону 15-го мотопіхотного полку. На чолі полку брав участь у Польській і Французькій кампаніях. З 15 листопада 1940 року — командир 87-го мотопіхотного полку 36-ї мотопіхотної дивізії. Учасник німецько-радянської війни. В кінці 1942 року відкликаний з фронту і 24 грудня призначений викладачем 3-го піхотного полку.
З 1 березня 1943 по 31 серпня 1944 року — командир 29-ї моторизованої дивізії, створеної у Франції замість однойменної, знищеної під Сталінградом. В липні 1943 року дивізія була перекинута в Апуліо, а потім на Сицилію. Учасник Боїв на Сицилії, біля Кассіно і в районі Риму. З лютого 1944 року воював біля Неттуно і в Аппенінах.
З 21 вересня 1944 по 19 січня 1945 року — командир 46-го танкового корпусу. Учасник воєнних операцій на Варшавському фронті. На вимогу Гітлера відданий під суд воєнного трибуналу за самовільне відведення підлеглих йому військ з Вісли, проте трибунал після розгляду обвинувачення виправдав Фріза. 8 травня 1945 року взятий в полон англо-американськими військами. 30 квітня 1947 року звільнений.

## Нагороди
- Залізний хрест 2-го і 1-го класу
- Нагрудний знак «За поранення» в чорному
- Почесний хрест ветерана війни з мечами
- Пам'ятна військова медаль (Угорщина) з мечами
- Медаль «За вислугу років у Вермахті» 4-го, 3-го, 2-го і 1-го класу (25 років)
- Медаль «У пам'ять 1 жовтня 1938» із застібкою «Празький град»
- Застібка до Залізного хреста
  - 2-го класу (24 вересня 1939)
  - 1-го класу (9 жовтня 1939)
- Штурмовий піхотний знак в сріблі
- Лицарський хрест Залізного хреста з дубовим листям і мечами
  - лицарський хрест (14 грудня 1941)
  - дубове листя (№ 378; 29 січня 1944)
  - мечі (№ 87; 11 серпня 1944)
- Медаль «За зимову кампанію на Сході 1941/42»
- Німецький хрест в золоті (9 жовтня 1942)
- Двічі відзначений у Вермахтберіхт (28 червня і 29 липня 1944)

Військова кар'єра
- 27 лютого 1914 — віце-фельдфебель Резерву
- 19 січня 1915 — лейтенант Резерву

- 20 вересня 1919 — лейтенант поліції
- 19 січня 1920 — оберлейтенант поліції
- 9 квітня 1925 — гауптман поліції
- 20 квітня 1934 — майор поліції

- 16 березня 1936 — майор
- 1 березня 1938 — оберстлейтенант
- 1 березня 1942 — оберст
- 1 червня 1943 — генерал-майор
- 1 січня 1944 — генерал-лейтенант
- 1 грудня 1944 — генерал танкових військ